# Dan Irimiciuc
Daniel Constantin „Dan“ Irimiciuc (* 9. Mai 1949 in Iași) ist ein ehemaliger rumänischer Säbelfechter.

## Erfolge
Dan Irimiciuc wurde 1974 in Grenoble und 1977 in Buenos Aires mit der Mannschaft Vizeweltmeister. 1975 gewann er mit ihr in Budapest zudem die Bronzemedaille. Zweimal nahm er an Olympischen Spielen teil: bei den Olympischen Spielen 1972 verpasste er in München mit der Mannschaft als Vierter knapp einen Medaillengewinn. Im Einzel schied er in der Vorrunde aus. 1976 erreichte er in Montreal mit der Mannschaft das Halbfinale, das gegen die Sowjetunion verloren wurde. Er setzte sich im anschließenden Gefecht um Rang drei aber gegen Ungarn mit 9:4 durch und gewann so gemeinsam mit Alexandru Nilca, Ioan Pop, Corneliu Marin und Marin Mustață Bronze.